# 태풍 소델로
태풍 소델로(태풍 번호: 0306, JTWC 지정 번호: 07W, 국제명: SOUDELOR)는 2003년 북서태평양에서 발생한 6번째 태풍으로 태풍의 영향을 받은 필리핀, 대한민국, 일본에 피해를 냈다.
'소델로'는 미크로네시아에서 제출하였으며, 전설상의 폰페이섬 추장 이름을 의미한다.

## 태풍의 진행

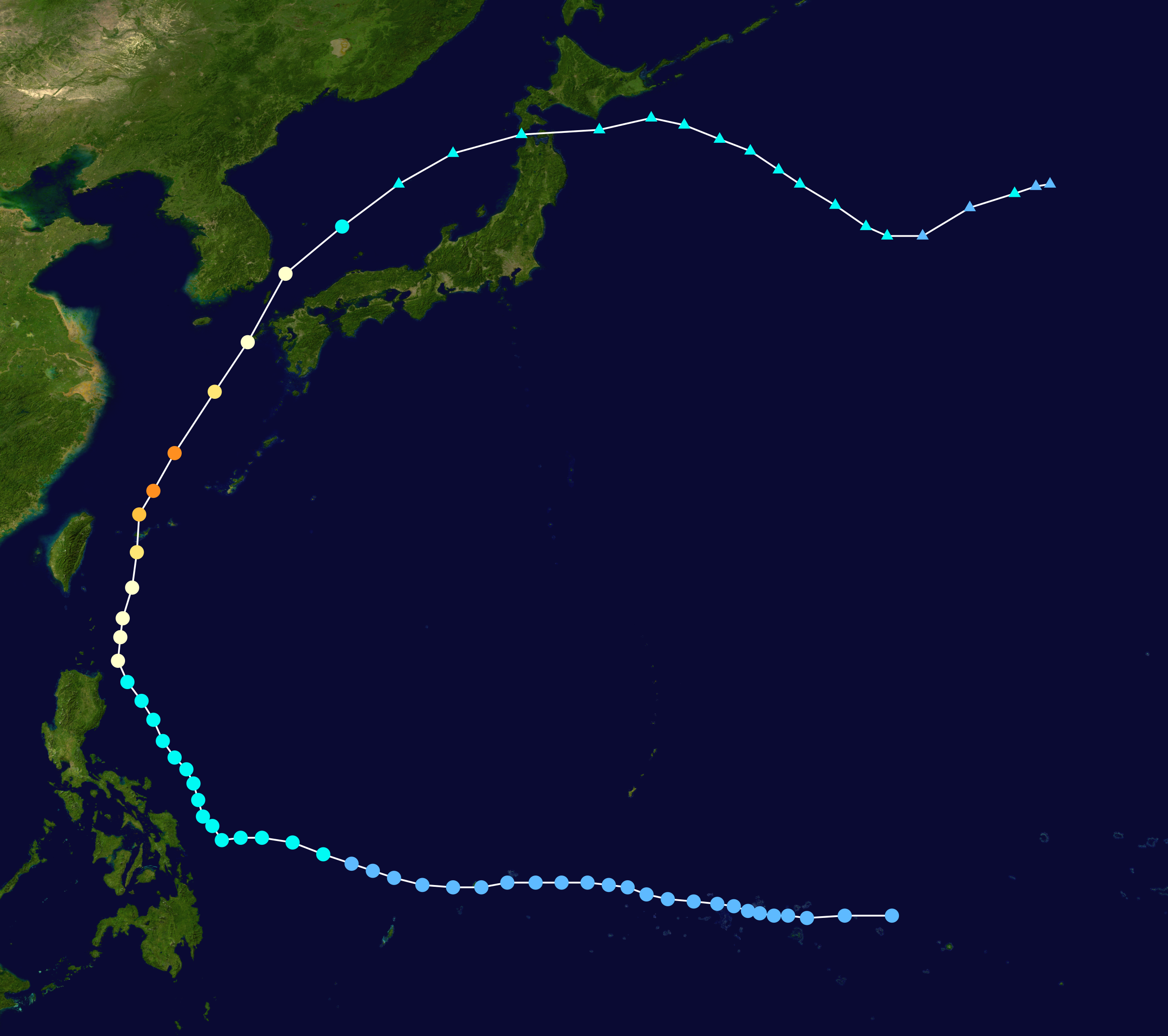
태풍 소델로의 이동 경로

2003년 6월 13일 오후 6시에 중심기압 998 hPa, 최대풍속 18 m/s, 강풍반경 280 km 크기 '소형'의 열대폭풍(TS)가 발생하였다. 발생 초기 다소 느리게 발달하다가 15일 오후 3시에 중심기압 990 hPa, 최대풍속 25 m/s로 강한 열대폭풍(STS)이 되었고, 16일 오후 3시에는 중심기압 980 hPa, 최대풍속 28 m/s, 강풍반경 400 km를 기록하여 크기 '중형'의 강한 열대폭풍이 되었다. 북서진하던 태풍이 방향을 전향하기 시작하면서 태풍은 더욱 빠르게 발달하기 시작하여 17일 오후 3시에는 중심기압 970 hPa, 최대풍속 33 m/s, 강풍반경 430 km를 기록하여 태풍으로서의 최고 단계인 TY로 격상한 데 이어서 18일 오후 9시에 중심기압 955 hPa, 최대풍속 41 m/s, 강풍반경 500 km를 기록하여 크기 '대형'의 강한 태풍이 되었으며, 태풍의 최성기가 되었다. 이무렵 태풍은 북북동진 하기 시작하면서 빠르게 약화되기 시작하였다. 19일 오전 9시에는 제주도 남동쪽에 이르렀으며, 중심기압 975 hPa, 최대풍속 32 m/s, 강풍반경 450 km 크기 '중형'의 강한 열대폭풍(STS)으로 다소 약화되었다. 이어서 대한해협을 통과한 후 20일 오전 3시에 온대저기압으로 변질되었다.

## 피해

### 필리핀
- 12명 사망, 2명 실종
- 주택 94채 파괴

### 대한민국
- 2명 사망

### 일본
오키나와섬에서 최저기압 968.1 hPa을 기록했다.
- 10,000 여 세대 정전

## 같이 보기
- 태풍 사우델로르